# Colegiul Național „Mihai Eminescu” din Oradea
Colegiul Național „Mihai Eminescu” din Oradea este un ansamblu de monumente istorice aflat pe teritoriul municipiului Oradea. În Repertoriul Arheologic Național, monumentul apare cu codul 26573.25.

## Galerie

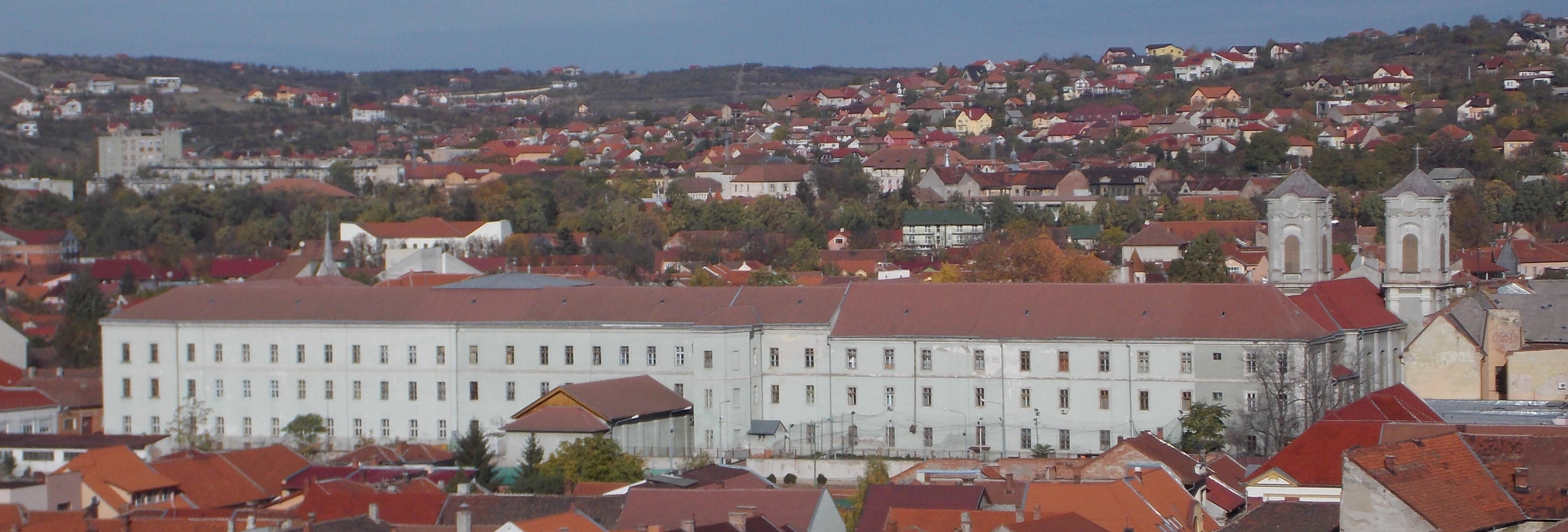
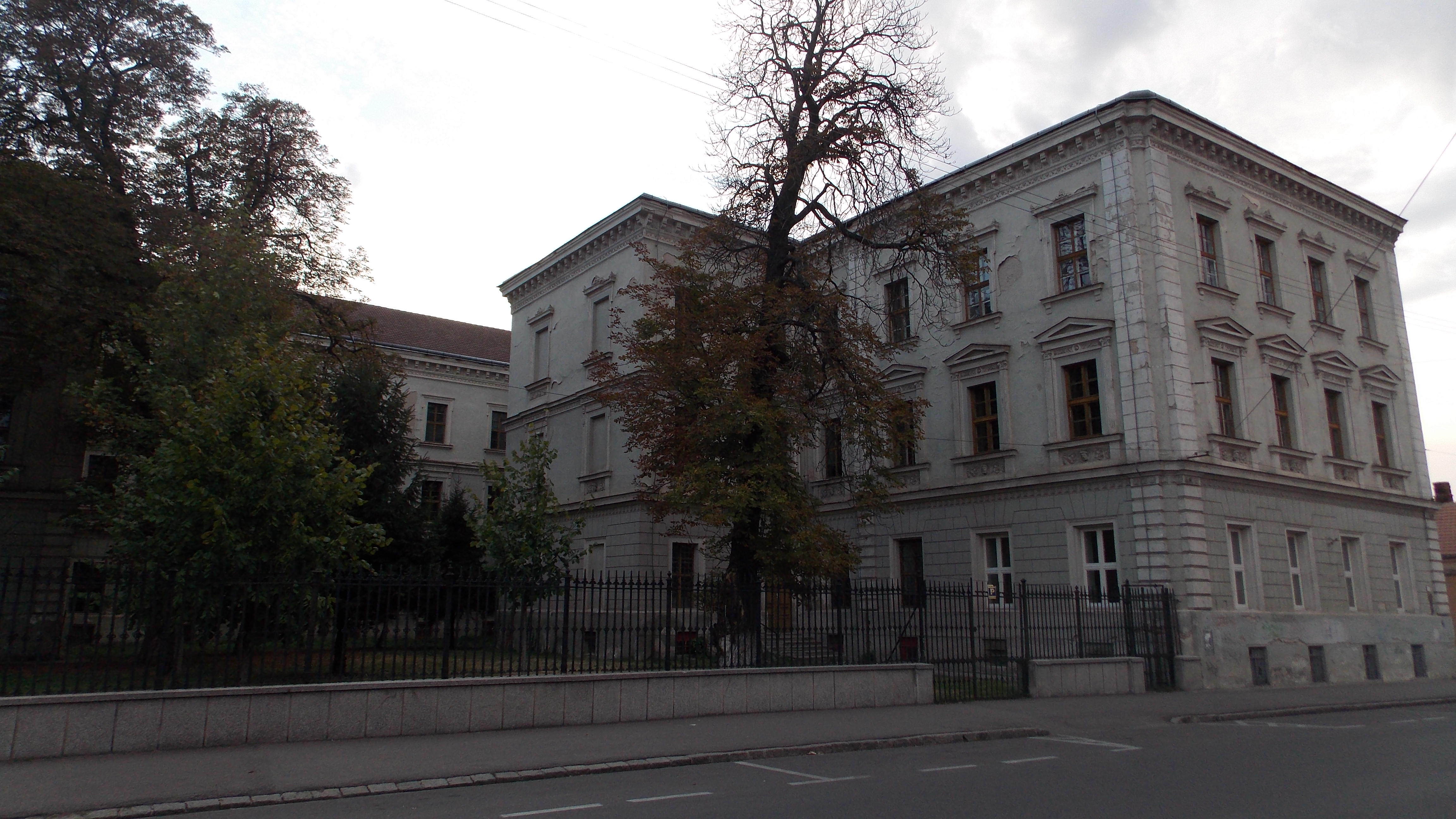
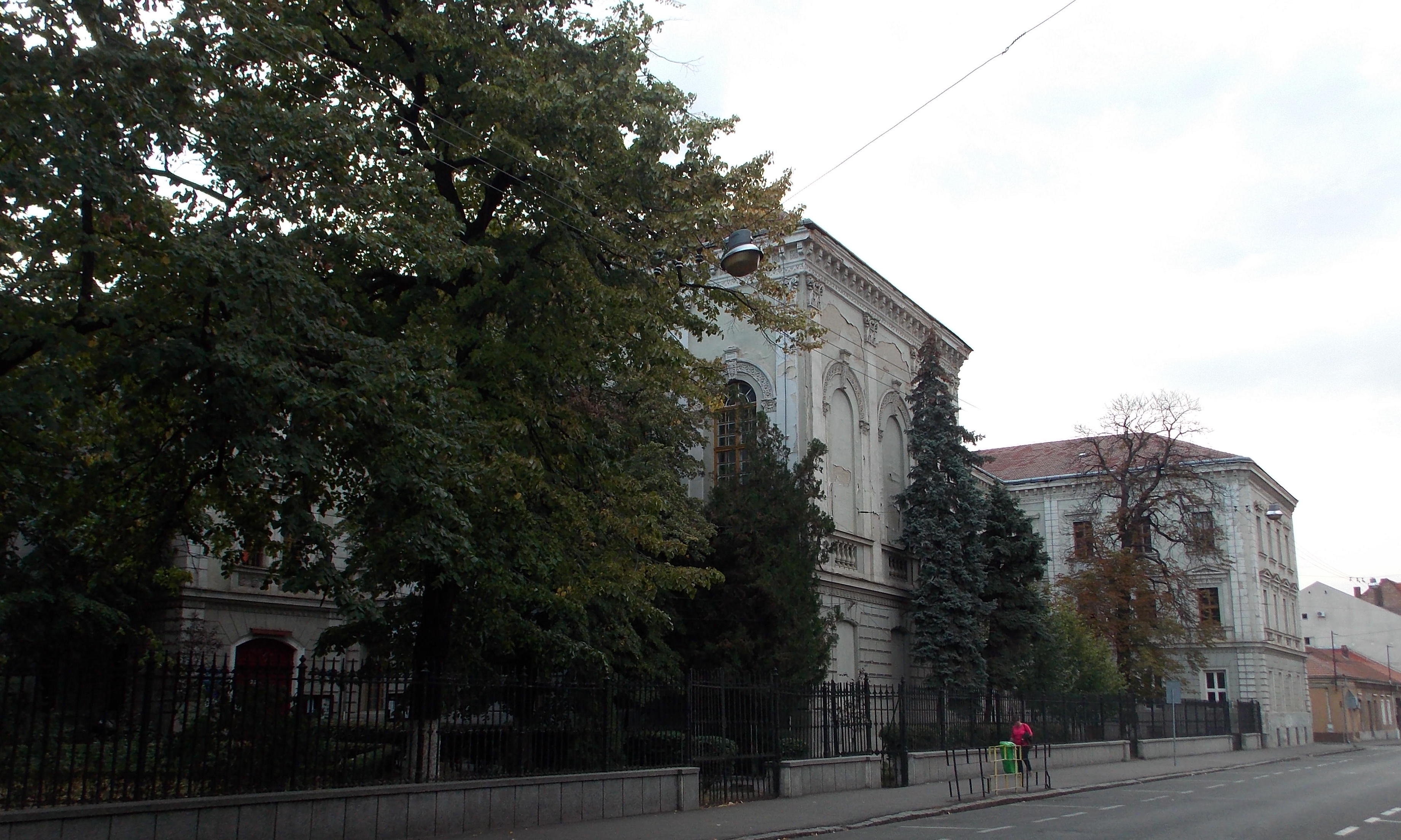
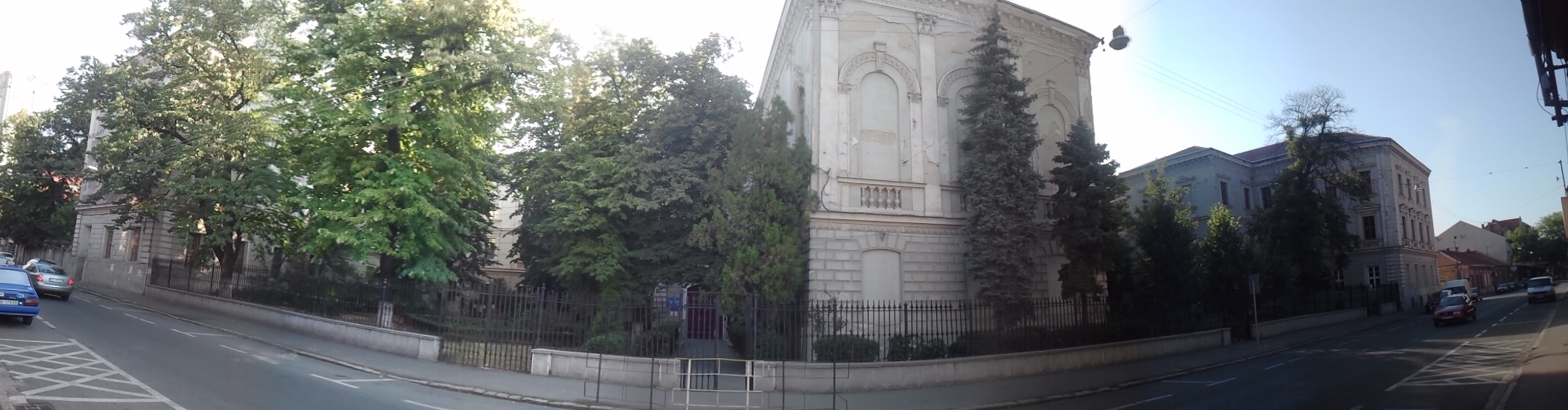